# Faunis kirata
Faunis kirata är en fjärilsart som beskrevs av De Nicéville 1891. Faunis kirata ingår i släktet Faunis och familjen praktfjärilar. Inga underarter finns listade i Catalogue of Life.